# L'Être et le Néant
L'Être et le Néant, sous-titré Essai d'ontologie phénoménologique, est l'ouvrage philosophique principal de Jean-Paul Sartre publié en 1943.
Il représente l'aboutissement de la première philosophie de Sartre, centrée sur l'individu, initiée par La Transcendance de l'Ego.

## Contexte historique

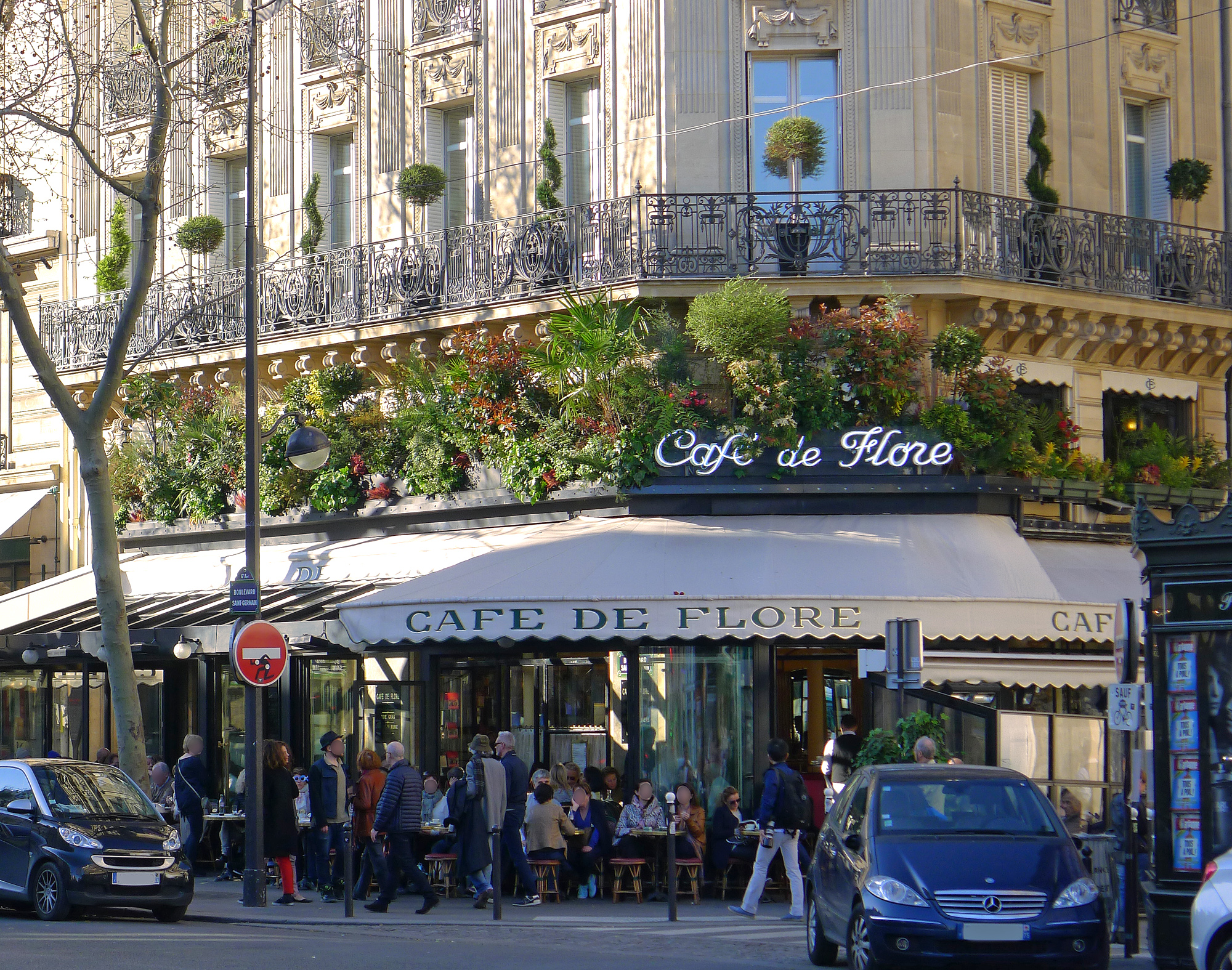
Le Café de Flore et son premier étage depuis la rue, en 2014.

Le texte, dont de nombreux développements métaphysiques trouvent racine dans des notes qui donneront les Carnets de la drôle de guerre, a été rédigé durant l'occupation allemande et en grande partie dans une salle située au premier étage du Café de Flore, dans le quartier Saint-Germain-des-Prés. Deux pages du livre évoquent d'ailleurs « l'être-en-soi du garçon de café » en référence au lieu d'écriture de l'essai. Cette salle située à l'étage du café était également fréquentée, durant la même période, par Simone de Beauvoir parce qu'elle était mieux chauffée que celle des cafés voisins.  
Jean-Marc Mouillie développe l'idée que, justement, Sartre entreprend la rédaction de l'Être et le Néant, lors de l'occupation, non comme un simple geste innocent de rectification de ces premiers écrits (La Transcendance de l'ego, L'Imagination...). Mais, bien en tant qu'engagement, acte philosophique, de penser une liberté enracinée dans le monde (ambition qu'il note noir sur plan dans ses Carnets de la drôle de guerre). 
Une suite était promise, en l'espèce une Morale existentialiste, qui n'a jamais été écrite, si ce n'est par Simone de Beauvoir avec Pour une morale de l'ambiguïté, ou dans les Cahiers pour une morale, publiés après la mort de Sartre.

## Table des matières
- Introduction : À la recherche de l'Être
  - L'idée de phénomène
  - Le phénomène d'être et l'être du phénomène
  - Le cogito « préréflexif » et l'être du « percipere »
  - L'être du « percipi »
  - La preuve ontologique
  - L'être en soi
- Première partie : Le problème du néant
  - L'origine de la négation
  - La mauvaise foi
- Deuxième partie : L'être pour soi
  - Les structures immédiates du pour-soi
  - La temporalité
  - La transcendance
- Troisième partie : Le pour-autrui
  - L'existence d'autrui
  - Le corps
  - Les relations concrètes avec autrui
- Quatrième partie : Avoir, faire et être
  - Être et faire : la liberté
  - Faire et avoir
    - La psychanalyse existentielle
    - Faire et avoir : la possession
    - De la qualité comme révélatrice de l'être
- Conclusion
  - En-soi et pour-soi : aperçus métaphysiques
  - Perspectives morales

## Résumé

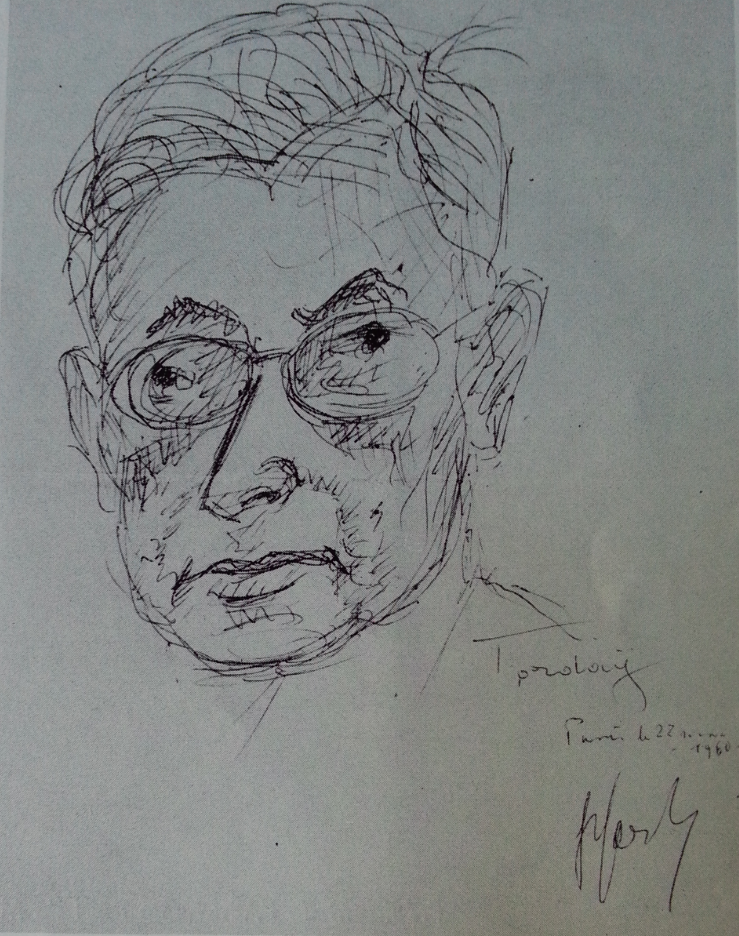
Portrait de Jean-Paul Sartre par Emeric Tauss Torday.

L'être ne saurait engendrer que l'être et, l'homme étant englobé dans un processus générationnel, il ne sortira de lui que de « l'être ».
Si l'homme doit pouvoir mettre en question cette question, il doit pouvoir se considérer dans un ensemble et se mettre lui-même en dehors de l'être et par conséquent affaiblir la structure d'être de l'être. Il n'est cependant pas donné à la « réalité humaine » d'annihiler la masse d'être qui existe. L'homme (au travers de cette « réalité humaine ») peut cependant modifier son rapport avec cet être et mettre « hors de circuit » un existant particulier. Selon Sartre, « cette possibilité pour la réalité-humaine de sécréter un néant qui l'isole, Descartes, après les Stoïciens, lui a donné un nom : c'est la liberté ».
Cette liberté, abordée dans la première partie du livre, se veut être l’expression essentielle du pour-soi (mode d’être exclusif à la réalité-humaine). Toutefois d’un pour-soi qui n’est pas ce qu’il est et qui est ce qu’il n’est pas, cela il l’est radicalement sur le mode du préréflexif (de l’irréfléchi en parallèle avec la Transcendance de l’ego). Les chapitres suivants dédiés au temps, mais aussi au pour-autrui, viennent nous montrer qu’en réalité, loin d’être une analyse du sujet comme substance dépourvue de tout rapport avec autrui en-dehors du seul regard, au contraire le sujet sartrien se comprend toujours en situation, à partir d’un passé et se projetant dans un futur (on parle du parcours de l’ipséité, qui rend compte de l’homme comme plongé dans l’historicité). Cette analyse de l’ontologie sartrienne comme philosophie du sujet en situation est renforcée par la lecture de première main réalisée par Simone de Beauvoir dans Faut-il brûler Sade ? (partie 3 : Merleau-Ponty et le pseudo-sartrisme).

## Analyse
L'importance du libre choix, conséquence de l'existentialisme athée, et cause de la responsabilité (« l'existence précède l'essence »).
Sartre fait la distinction entre l'« être pour soi » (l'homme conscient de son existence et de sa liberté), et l'« être en soi » (les animaux, la nature, les objets non conscients d'eux-mêmes) et l'« être pour autrui » (l'homme conscient qui se définit par rapport aux autres en regard). Il appelle « mauvaise foi » l'attitude de celui qui se cache sa liberté. C'est un retour historique, et une prise de position, vers l'homme à la fois libre et maître de lui-même, qui se définit à travers le spectre de cette triplicité dans laquelle il fonde un principe de monde sur une ontologie qui se développe à partir d'une position première du « pour soi » comme liberté absolue à travers laquelle il appuie sa phénoménologie de l'être. C'est à l'intérieur de cette idée que s'inscrit toute la puissance et l'originalité de son texte, c'est-à-dire « l'homme est condamné à être libre » à choisir sans raison et avant toute raison et il conclut que « l'homme est une passion inutile ».

## Postérité
L'Être et le Néant a été classé en France, selon un sondage mené en 1999 par la Fnac et le journal Le Monde, à la 13e place des 100 meilleurs livres du XXe siècle.
La seconde philosophie de Sartre, passant de l'individu au social, s'ouvre avec les Cahiers pour une morale et se poursuit avec la Critique de la raison dialectique.
Une telle lecture est depuis quelques années de plus en plus relativisée, au profit d’une lecture du « premier Sartre » comme philosophie du sujet en situation. Les différentes revues de « l’Année sartrienne » ou le recueil de textes 'L’Être et le néant : nouvelles lectures' en donnent un bon aperçu.